# アーサー・ボイド・ハンコック2世
アーサー・ボイド・"ブル"・ハンコック2世（Arthur B. "Bull" Hancock Jr., 1910年1月24日 - 1972年9月14日）は、アメリカ合衆国のサラブレッドのオーナーブリーダー。ケンタッキー州パリスのクレイボーンファームの所有者で、特にナスルーラとプリンスキロを輸入したことで知られる。ブルとは彼のあだ名で雄牛のように体が大きく（6フィート2インチ）、力も強かったことからである。
数学者のハリス・ハンコックは叔父。

## 青年期
1910年1月24日の生まれで、父はクレイボーンファームの創業者アーサー・ボイド・ハンコックであった。ハンコックは、マサチューセッツ州のセントマークススクールとバージニア州のウッドベリーフォレストスクールの2つの学校で教育を受け、1933年にプリンストン大学を卒業、第二次世界大戦においてはアメリカ陸軍航空軍に従軍、少佐まで昇格した。

## 競馬
ハンコックは6歳のときから父親の手引きで競馬ビジネスを学び始め、馬小屋の掃除や空き厩舎の整備などをしていた。
1945年に父ハンコックシニアが体調を崩し、助けが必要となったので退役して牧場の仕事を行うようになり、1947年に父が脳卒中で倒れると完全にケンタッキー州パリス近郊にある2,873エーカーの牧場クレイボーンファームの支配権を引き継いだ。
ハンコックは特にヨーロッパからの種牡馬の輸入に専念、ウィリアム・ウッドワード・シニアとハリー・F・グッゲンハイムらと協力して、アイルランドからネアルコ産駒の種牡馬ナスルーラを購入、そのシンジケートを結成した。このナスルーラは大成功を収め、北米リーディングサイアーに4度輝き、生涯で98頭のステークス勝ち馬を出した。ハンコックはまた、セクレタリアトの母父であるプリンスキロを輸入し、こちらは北米リーディングブルードメアサイアーに2度輝いている。このほか、ラウンドテーブルなどを繋養・管理していた。
クレイボーンファームはハンコックの管理下にある間に規模を拡大、約6,000エーカーに成長した。ハンコックはクレイボーンファーム名義で112頭のステークスの勝ち馬を生産し、フィップス家やウィリアム・ウッドワード・シニアらの外部顧問でもあった。クレイボーンは、この時期に毎年のようにチャンピオンホースを生産しており、名種牡馬ヌレイエフや凱旋門賞勝ち馬イヴァンジカのようなヨーロッパで名を上げた馬も生産している。特にモカシン、ナディール、ダブルドッグデア、バイユーらはクレイボーンの勝負服のもとで競走生活を送り、チャンピオンホースに選出されている。クレイボーンファームは1958年・1959年・1968年・1969年にアメリカ最優秀生産者に輝いた。クレイボーンファームで生産されたが別生産者名義のものも多く、ケルソ、ナシュア、ボールドルーラー、ラウンドテーブル、シケイダ、バックパサー、リヴァリッジなど32頭のチャンピオンホースもクレイボーンで出生したものであった。
ハンコックの特に気に入っていた馬にはシャムがおり、ハンコックは「我が偉大な馬」と呼んでいたが、シャムが2歳の頃にハンコック自身は亡くなっている。ハンコックが没すると、繁殖用の資産を維持するためにすべての競走馬を売却しており、シャムもシグムンド・ソマーに売却されている。
また、ハンコックはジョッキークラブに選出された初期の幹事のひとりでもあった。このほかに、アメリカサラブレッドブリーダー協会の会長、アメリカサラブレッド所有者協会の副会長も務め、1961年にこれら2つの組織がサラブレッド・オーナー・アンド・ブリーダー協会に合併する際に重要な役割を果たした。彼はキーンランドの理事および管財人であり、チャーチルダウンズの理事、ケンタッキー競馬委員会のメンバー、グレイソン財団の理事、ケンタッキー・サラブレッド・ブリーダーズの創設メンバーおよび理事であり、アメリカ競馬評議会の設立にその役割を果たした。
1999年、『レーシング・ポスト』は、20世紀の競馬関係者100名のリストにおいて、ハンコックを12位に格付けした。

## 晩年
1972年8月、ハンコックはスコットランドにおいての狩猟中に病状を訴え、数週間後、テネシー州ナッシュビルのヴァンダービルト大学医療センターで死亡、死因は膵臓癌であった。彼はケンタッキー州のパリ墓地に埋葬された。彼の未亡人は、ヴァンダービルト大学医療センターに癌研究のためのA・B・ハンコック・ジュニア記念研究所を設立した。
レーシングジャーナリストのピーター・ウィレットは、「ブルは当時のサラブレッド業界で肉体的に言えば最大の男であり、プロとしての能力と彼の性格の優位性において、同時代の大多数よりも高くそびえ立っていた」と語っている。
2016年、アメリカ競馬名誉の殿堂博物館はハンコックを「ピラー・オブ・ザ・ターフ」のカテゴリで殿堂入りした。